# Прихованокристалічна структура
Прихованокристалічна структура (рос. скрытокристаллическая структура, англ. cryptocrystalline texture; нім. kryptokrystalline Struktur f, aphanitische Struktur f) – структура щільної гірської породи, в якій кристалічні складові частини розрізняються тільки при великому збільшенні. 

## Дотичний термін
ПРИХОВАНОКРИСТАЛІЧНИЙ (рос. скрытокристаллический, англ. cryptocrystalline, нім. kryptokrystallin[isch]) – утворений з окремих індивідів, яких не можна розрізнити без великого збільшення під мікроскопом (про мінерал, мінеральний комплекс, гірську породу). 